# Belida
Belida – rodzaj muchówek z rodziny rączycowatych (Tachinidae).

## Wybrane gatunki
- B. angelicae (Meigen, 1824)[4]
- B. chaetoneura (Coquillett, 1897)[2]
- B. dexina (Townsend, 1912)[2]
- B. latifrons (Jacentkovsky, 1944)
- B. pusilla (Reinhard, 1953)[2]